# Transversale d'un sous-groupe
Soient G un groupe (au sens mathématique) et H un sous-groupe de G. Une partie T de G est appelée une transversale à droite de H dans G si toute classe à droite de G modulo H comprend un et un seul élément de T. Cela revient à dire que tout élément de G s'écrit d'une et une seule façon sous la forme ht, avec h dans H et t dans T.
De même, une partie T de G est appelée une transversale à gauche de H dans G si toute classe à gauche de G modulo H comprend un et un seul élément de T. Cela revient à dire que tout élément de G s'écrit d'une et une seule façon sous la forme th, avec t dans T et h dans H.
La notion de transversale a de nombreuses applications en théorie des groupes. Elle sert par exemple à définir le transfert.